# София (исторический район)
Софи́я — исторический район в южной части Пушкина (бывшее Царское Село), в прошлом — уездный город. Расположен к юго-западу от Большого Императорского дворца: ограничен Павловским шоссе, Парковой улицей, Красносельским шоссе и Сапёрной улицей.

## История

### Уездный город
Екатерина II, названная при рождении Софией, 1 января 1780 года издала указ «Об учреждении Санкт-петербургской губернии из семи уездов», в котором говорилось, что «…при Селе Царском, по правую сторону новой дороги Новгородской, а по левую к Порхову идущей, устроить город под названием София». В Софию предполагалось переселить всех жителей дворцовой слободы, но заселялась она в основном купцами, промышленниками, духовенством и военными. На территории будущего города до начала массовой застройки стоял только каменный скотный двор с двумя башнями, обращённый в сторону Екатерининского парка. Эти башни, как и двухэтажный дом между ними, сохранились до наших дней и являются самыми старыми постройками в Софии.

#### Проект и архитектура
Город был распланирован придворным архитектором Ч. Камероном согласно указу императрицы: «…расположить улицы, соответствуя дорогам ближнего сада, чтобы делали оным вид…». Основой планировки нового города, по замыслу архитектора Ч. Камерона, были 7 улиц, лучами расходящихся от Московской дороги и направленных на «смотровые площадки», возводившимся по его же проектам в парке: Камеронову галерею и вторую галерею — колоннаду на месте елизаветинской катальной горки (не существует, ныне место Гранитной террасы). Поперечные улицы пересекались с 4 продольными и создавали 26 кварталов. Улицу, шедшую вдоль ограды парка, планировалось застроить трёхэтажными домами в едином архитектурном стиле, обращёнными к Старому (Екатерининскому) дворцу. Таким образом, София была разбита на отдельные правильные кварталы с обширной площадью в центре, на которой в 1782—1788 годах возвели каменный Софийский собор.
Для района, прилегающего к парку, архитектор создал специальную «большую модель», а для остальной части города — «малую». Площадь и часть города, прилегающая к парку, должны были застраиваться домами по «большой модели», а остальная часть Софии — по «малой».
В 1783 году на Почтовой дороге (ныне Парковая улица) по проекту Дж. Кваренги был построен 3-этажный каменный дворец для фаворита Екатерины II А. Д. Ланского. При учреждённом городе появились городничий, магистрат и ратуша. Софии был придан статус уездного города, центра Софийского уезда.

#### Идеология основания города Софии
Созданием нового города преследовалось две цели: с одной стороны — переселить подальше от дворца жителей Царскосельской слободы, с другой — создать образцовый уездный город, планировка которого органично включалась бы в парковую композицию.
На создание города также повлиял «Греческий проект». Из внешних атрибутов об этом свидетельствуют обстоятельства строительства Софийского собора (копия Софийского собора в Константинополе), а также символика городского герба.
Так, в депеше английского посланника Джеймса Гарриса от 24 мая 1779 года говорилось:

Князь Потёмкин мало обращает внимания на политику Западной Европы: мысли его постоянно заняты планом основания новой империи на Востоке. Императрица до такой степени разделяет эти намерения, что, гонясь за своей мечтой, она уже назвала новорождённого великого князя Константином, определила к нему в няньки гречанку, по имени Елену, и в близком кругу говорит о возведении его на престол Восточной империи. Между тем она строит в Царском Селе город, который будет называться Константингородом.

#### Герб
Герб города был утверждён 7 мая 1780 года императрицей Екатериной II.

«На пурпуровом поле двуглавый чёрный орел, имеющий на груди в голубом поле серебряный крест, окружённый землей, в одной лапе держит якорь, в другой светильник».
Якорь утверждал незыблемость правления основательницы города, а светильник — символ мудрости и просвещения Екатерины II.

#### Софийский собор
Собор во имя Святой Софии премудрости Божьей, заложенный 30 июля 1782 года в присутствии Екатерины II, напоминал своим наружным обликом и планировкой, великолепным внутренним убранством храм святой Софии в Константинополе. Строительство вёл И. Е. Старов по переработанному проекту Ч. Камерона. Полностью все работы были закончены весной 1788 года. Торжественное освящение собора состоялось 20 мая 1788 года.
В 1903 году ансамбль центральной площади в Софии был дополнен постройкой соборной 2-ярусной колокольни (архитектор Л. Бенуа). По свидетельству С. Вильчковского, в нижнем ярусе этой постройки была устроена небольшая часовня в честь Святого Серафима Саровского.

### В составе Царского Села
После вступления на престол Павла I строительство в Софии замерло. К тому же в городе было недостаточно воды, несмотря на то, что сюда было проведено ответвление от Таицкого водовода. Население медленно покидало дома и переселялось обратно в дворцовую слободу.
В первые годы царствования Александра I Царское село было как будто забыто. Двор жил летом на Елагине или в Петергофе. Только в 1808 году император обращает внимание на запустение Царского Села и прежде всего повелевает вернуть некоторые бронзовые статуи и вазы, а также на места, где хранился не увезённый материал с разобранной Катальной горы, — построить гранитную террасу.
В том же году, 29 августа, был упразднён отдельный город София и образован, как сказано в Указе, «соединённый отныне город Царское Село или София». Началось обратное заселение Царского Села, куда из Софии перевели присутственные места и жителей, которым были розданы новые земельные участки.
София быстро опустела: на месте плохо развивавшихся кварталов было устроено обширное военное поле. Уже в 1817 г. за неимением прихожан была уничтожена деревянная приходская Царево-Константинопольская церковь. Софийский собор стал полковой церковью для Лейб-гвардии Гусарского полка.

#### Размещение в Софии полков и казарм
В начале XIX века София становится «военным предместьем» Царского Села: на её территории разместились полки Лейб-гвардии Его величества, в честь которых улицы района получили названия: Гусарская, Кирасирская, Стрелковая, Гренадерская и Гвардейская.
Казармы лейб-гвардии Гусарский его величества полка располагались вдоль Волконской улицы, ныне — Парковая, казармы лейб-гвардии Кирасирского его величества полка с 1834 года находились в квартале, ограниченном улицами Огородной, Стессельской (ныне Красной Звезды), Кадетской и Артиллерийской, 1-й стрелковый Его Величества лейб-гвардии полк — у Павловского шоссе, 2-й Стрелковый Царскосельский лейб-гвардии полк — у Гатчинской дороги, ныне Красносельское шоссе и 4-й лейб-гвардии Стрелковый Императорской Фамилии полк — в здании Малолетнего Александровского кадетского корпуса, а также отдельные подразделения 3-го Стрелкового Его величества лейб-гвардии полка. В настоящее время эти здания занимают военно-учебные заведения.

#### Перестройка дворцов и особняков
В 1816 году бывший дворец А. Д. Ланского (к тому времени принадлежавший великому князю Константину Павловичу) был перестроен и передан Благородному пансиону Царскосельского Лицея, который находился здесь до 1836 года, когда в здании разместился Малолетний Александровский кадетский корпус. В 1825 году на месте Новгородской дороги была устроена Кадетская улица (ныне бульвар), являющаяся центральной в Софии. В 1830 году был построен дом Н. Н. Комстадиуса, в 1837 году на месте Почтового двора — Николаевский военный госпиталь.
В 1856 году на Павловским шоссе была построена «Розовая дача» княгини З. И. Юсуповой (архитектор И. А. Монигетти), а в 1869 году на углу того же шоссе и Волконской улицы (ныне Парковая) — особняк К. А. Раухфуса (ныне в здании детский пансионат «Солнышко»). Активная застройка особняками началась в 1890-е годы. Так, в 1906 году был построен дом В. В. Гудовича на Волконской улице (архитектор С. А. Данини), в 1910 году перестроен дом генерала Н. Н. Кометадиуса (арх. С. С. Корвин-Круковский), пристроена круглая башня, напротив был возведён особняк Н. В. Остен-Сакена. В 1911-14 годах продолжалось строительство на Велиовской улице (ныне Радищева) особняка князя В. П. Кочубея.

## Современное положение
Название «София» до сих пор употребляется как обиходное название большого района города Пушкина. До нашего времени здесь сохранились здания, построенные по проектам Ч. Камерона. О прошлом Софии напоминают здания на современной Парковой улице.
Всю правую сторону улицы занимает Екатерининский парк. С левой стороны расположены дома бывшей усадьбы К. А. Раухфуса (сейчас санаторий «Солнышко» — Парковая ул., 2), территория учебного центра руководителей (дача Кочубея — ул. Радищева, 4), бывший дом генерал-майора Н. Н. Комстадиуса (Парковая ул., 10 / ул. Радищева, 2). Между ул. Радищева и Кадетским бульваром находятся дом И. С. Мальцева (Парковая ул., 14) и особняк В. В. Гудовича, в котором сейчас расположился детский сад «Теремок» (Парковая ул., 18). Между Кадетским бульваром и Огородной улицей расположен комплекс зданий «Морского» училища (бывший Кадетский корпус и казармы Лейб-гвардии Гусарского полка Его Величества).
От Огородной до Гусарской улицы расположились здания Военной комендатуры и воинской части, а также жилые дома — бывшие казармы Лейб-гвардии Гусарского полка, в котором служили Михаил Лермонтов, Евграф Давыдов, Петр Чаадаев и Николай Раевский. Именно в честь этого полка улица получила название Гусарской. В 2003 году у Софийского собора был открыт памятник Лейб-гвардии Его Величества Гусарскому полку. Руководитель авторского коллектива Филиппов В. Н.
Неподалёку расположено здание бывшего Царскосельского военного госпиталя (Парковая ул., 58), давшего название Госпитальному переулку. До 1992 г. в здании размещалась Школа младших авиационных специалистов (ШМАС). В Апреле 2005 г. была начата капитальная реконструкция всего здания под многоквартирный жилой дом для офицеров запаса и их семей, и уже 1 Марта 2006 г. состоялось торжественное вручение ключей от квартир первым новосёлам.
На одном из участков бывшего «Учебного поля» («Софийский плац») — между Госпитальным и Колокольным переулками, а также улицами Парковой и Гусарской, строится жилой комплекс «Золотой век» (застройщик ГК «ЦДС»).
Заканчивается Парковая улица Орловскими воротами в Екатерининский парк, там же находится Орловская водонапорная башня, верстовой столб и водоём-бассейн Таицкого водовода.
Бывший Дом призрения увечных воинов императрицы Александры Федоровны перестроен, это здание занимает Научно-исследовательский детский ортопедический институт имени Г. И. Турнера (Парковая, 64).

## Объекты культурного наследия
| Объекты культурного наследия | Объекты культурного наследия |
| Улица, № дома | Историческое назначение здания |
| --- | --- |
| Захаржевская ул., 1 / Павловское шоссе, 11, 15                                                                                              | Усадьба П. Р. Багратиона (Н. С. Чавчавадзе) (жилой дом, служебный флигель, сад) |
| Захаржевская ул., 7 | Дом М. Буйлова (М. С. Панпушко) |
| Захаржевская ул., 12 / Радищева ул., 17 | Дом П. П. Парфентьева |
| Кадетский бульвар, 1; Парковая ул., 28, 30, 32, 36; Огородная ул., 2; Красной Звезды ул., 33                                                | Казармы лейб-гвардии 4-го стрелкового императорской фамилии полка |
| Кадетский бульв., 3, 5, 11, б/N | Казармы лейб-гвардии Кирасирского его величества полка (ветеринарная лечебница, дом командира, офицерская столовая, казармы 1-го, 2-го и 5-го эскадронов, трубачей и нестроевых, караульный дом, флигель манежа, мастерские) |
| Кадетский бульвар, 7 | Церковь мученика Иулиана Тарсийского |
| Кадетский бульвар, 8 | Баня |
| Кадетский бульвар, 16 / Захаржевская ул., 20; Кадетский бульв., 20 / Артиллерийская ул., 13                                                 | Дома Я. В. Пальгунова (2 здания) |
| Кадетский бульвар, 21, 23; Огородная ул., 6; Саперная ул., 22, 24, 30, корп.6/3, 6/12, 6/16, 6/17, 6/18, 6/19, 6/31, 6/32, 6/33, 6/47 и б/N | Казармы лейб-гвардии 3-го стрелкового полка (десять казарм, офицерское собрание, дом командира, лазарет, заразный корпус, тир)                                                                                               |
| Красной Звезды ул., 2 / Павловское шоссе, 7                                                                                                 | Дом Г. А. Стратановича (А. Виленкина) |
| Красной Звезды ул., 10 | Дом П. Абрамова |
| Красной Звезды ул., 15 / Радищева ул., 8, 12                                                                                                | Дом А. П. Алексеева (с флигелем) |
| Красной Звезды ул., 17 / Радищева ул., 9 | Дом Г. В. Клеве (Лазарева) |
| Красной Звезды ул., 21 | Дом Е. Р. Фридерици (А. А. Григорьевой) |
| Красной Звезды ул., 22 | Дом В. А. Крюкова (А. З. Голованя) |
| Красной Звезды ул., 23 | Дом А. Ф. Соколовой (Ермолиной) |
| Красносельское шоссе, 1, 4 | Провиантские магазины (два) |
| Красносельское шоссе, 7 | Офицерское собрание и казармы лейб-гвардии 2-го стрелкового полка |
| Красносельское шоссе, 9 | Школа нянь |
| Павловское шоссе, 4 | Магазин Гвардейского экономического общества (главное здание, служебный флигель, сад, ограда) |
| Павловское шоссе, 6 | Дача М. Р. Ростовцевой (с садом и оградой) |
| Павловское шоссе, 10, 12 | Дача З. И. Юсуповой (главный дом, дача садовника, пруд, сад) |
| Павловское шоссе, 14 | Родильный приют М. А. Дрожжиной (с садом и оградой) |
| Павловское шоссе, 26 | Дача О. Е. Шухт (с садом и оградой) |
| Павловское шоссе, 28 | Дача С. А. Данини (с садом и оградой) |
| Павловское шоссе, 30 | Дача Н. Е. Сверчкова (С. А. Тами) |
| Павловское шоссе, 32 | Дача Н. Е. Сверчкова (С. М. Дейчмана) |
| Павловское шоссе, 34 | Офицерское собрание лейб-гвардии 1-го стрелкового полка (с садом) |
| Павловское шоссе, 52, 54, 56 | Царскосельский санаторий для бедных детей (с садом) |
| Павловское шоссе, 64 | Казарма городовых |
| Парковая ул., 18 | Дом В. В. Гудовича со служебным флигелем, садом и оградой |
| Парковая ул., 2, 4 | Усадьба Караваева (дача К. А. Раухфуса) (главное здание и флигель) |
| Парковая ул., 10 / ул. Радищева, 2 | Дом Н. Н. Кометадиуса |
| Парковая ул., 14 | Дом И. С. Мальцева |
| Парковая ул., 38, 40, 42; Огородная ул., 1, 3; Красной Звезды ул., 35                                                                       | Скотный двор (казармы лейб-гвардии Гусарского его величества полка: полковой манеж, гауптвахта, экзерциргауз, баня, дом командира полка, фуражный сарай, цейхгауз и канцелярия)                                              |
| Парковая ул., 44 / Гусарская ул., 2; Парковая ул., 48, 52 / Гусарская ул., 4                                                                | Казармы лейб-гвардии Гусарского его величества полка (4 казармы) |
| Парковая ул., 58 | Царскосельский военный госпиталь (Софийский почтовый двор) |
| Парковая ул., 62 | Орловская водонапорная башня (со служебным флигелем) |
| Парковая ул., 64; | Дом призрения увечных воинов императрицы Александры Федоровны |
| Радищева ул., 4 | Особняк В. П. Кочубея |
| Радищева ул., 11 / Красной Звезды ул., 18                                                                                                   | Дом Белозеровых |
| Радищева ул., 15 / Захаржевская ул., 5 | Дом Е. П. Парфентьева |
| Радищева ул., 22, 23, 24, 25; Саперная ул., 14, 16, 18, 20; Кадетский бульв., 32; Прямой пер., 6                                            | Офицерская артиллерийская школа (пять зданий казарм, офицерское собрание, экзерциргауз, флигель аудиторий) |
| Саперная ул., 34 | Царскосельская уездная тюрьма (2 здания) |
| Софийская пл., 1 | Софийский собор |
| Софийская пл. / Гусарская ул., б/N | Гарнизонный манеж |
| Софийская пл. / Гусарская ул., б/N | Тир лейб-гвардии Кирасирского и Гусарского полков |

## Церкви
- Софийский (Вознесенский) собор — действующий
- Иулиановская церковь, бывшего лейб-гвардии Кирасирского его величества полка — восстанавливается
- Церковь преподобного Сергия Радонежского, бывшего лейб-гвардии 2-го Царскосельского стрелкового полка — действующий.
- Казанская церковь на Казанском кладбище — восстанавливается, действует Никольская часовня, расположенная в колокольне.